# Neusiedler Straße
Die Neusiedler Straße ist eine Landstraße im Burgenland im Bezirk Neusiedl am See. Sie führt über 37,2 km von Neusiedl am See durch den Seewinkel nach Pamhagen zur ungarischen Grenze. An der Straße liegen die Ortschaften Weiden am See, Gols, Mönchhof, Frauenkirchen, Sankt Andrä am Zicksee und Wallern.

## Allgemeines
Die Neusiedler Straße (B 51) zwischen Neusiedl am See und der Staatsgrenze bei Halbturn gehört seit dem 1. Jänner 1949 zum Netz der Bundesstraßen in Österreich, die Frauenkirchener Straße (B 52) zwischen Mönchhof und der Staatsgrenze bei Pamhagen erst seit dem 1. Jänner 1950.
Seit 1972 führt die Neusiedler Straße (B 51) bis Pamhagen, der Streckenabschnitt zwischen Mönchhof und der ungarischen Staatsgrenze wurde zur Landesstraße abgestuft.
Die Neusiedler Straße beginnt an einem Kreisverkehr nördlich von Neusiedl am See, wo sie von der B50 abzweigt. Dann fällt sie steil ab und mündet in die Neusiedler Hauptstraße. Nach Neusiedl folgt Weiden am See und ein Kreisverkehr mit Anbindung an die Ostautobahn und nach Podersdorf am See. Danach kommen Gols und Mönchhof. In Mönchhof befindet sich ein weiterer Kreisverkehr, der eine Verbindung nach Zurndorf und Halbturn herstellt. Die Neusiedler Straße führt nun weiter nach Frauenkirchen, wo es weitere Verbindungen nach Halbturn, Podersdorf und Apetlon gibt. In der nächsten Ortschaft Sankt Andrä am Zicksee gibt es Abzweigung nach Tadten (und weiters nach Andau). Es folgen die Orte Wallern im Burgenland und Pamhagen (die weitere Anbindungen nach Tadten, Apetlon und Illmitz bilden). Schließlich folgt eine Brücke über den Einser-Kanal und die Staatsgrenze zu Ungarn.